# Óscar Ribas
Óscar Bento Ribas (17 august 1909 – 19 iunie 2004) a fost un scriitor angolez.